# Blake Cochrane
Blake Cochrane, OAM (Charleville, 25 de janeiro de 1991) é um nadador paralímpico australiano, medalhista de ouro em Londres 2012. É treinado por Jan Cameron desde 2015.

## Trajetória paralímpica

### Pequim 2008
Em Pequim 2008, na China, ficou com a prata na prova masculina dos 100 metros peito SB7.

### Londres 2012
Nos Jogos de Londres 2012, na Grã-Bretanha, obteve duas medalhas de ouro, nos 100 metros peito SB7 e no revezamento 4 x 400 livre.

### Rio 2016
Competiu representando seu país nos Jogos Paralímpicos de Verão de 2016 no Rio de Janeiro, onde, na prova masculina dos 100 metros peito, na categoria SB7, conquista a medalha de prata.

## Mundial de Natação IPC
No Campeonato Mundial de Natação Paralímpica de 2013, realizado em Montreal, no Canadá, Blake quebra recorde mundial e conquista ouro nos 100 metros peito, na categoria SB7.
Em 2015, no Mundial de Natação IPC, Cochrane obteve a medalha de prata na prova dos 100 metros peito da categoria SB7 e a de bronze no revezamento 4 x 100 livre 34 pontos. Terminou na quinta colocação do revezamento 4 x 100 medley 34 pontos, em quinto nos 50 metros livre S8 e nos 100 metros livre da categoria S8.